# Oppdal
Oppdal es una localidad y municipio en la provincia de Trøndelag, Noruega. Es parte de la región de Orkdal y tiene una población de 6852 habitantes según el censo de 2015. La capital de Oppdal es la localidad del mismo nombre. Fue establecido como un municipio el 1 de enero de 1838. es el municipio más grande de la provincia y es conocido por ser el principal productor de ovejas de Noruega.
Oppdal está rodeada por un municipio en Sør-Trøndelag (Rennebu al noreste), tres municipios en la provincia de Møre og Romsdal (Surnadal al norte y Rindal y Sunndal al oeste), dos municipios en la provincia de Hedmark (Tynset al este y Folldal al sur), y un municipio en la provincia de Oppland (Dovre al sur). 
La Ruta europea E6 pasa justo por enmedio del centro de Oppdal.
La parte sureste de la cordillera Trollheimen se encuentra en este municipio. El municipio abarca una zona igual a toda la provincia de Vestfold. El centro administrativo está a 545 m s. n. m. En 2001 su agua potable fue considerada la mejor de Noruega.
La mayor parte del territorio de Oppdal es montañosa, con grandes zonas por encima de la línea de árboles. Storskrymten está casi a 2000 m y es la montaña más alta de la provincia. En los valles alrededor de los arroyos y el río, hay algunos bosques de píceas y pinos; más cerca de la línea de árboles, predominan los abedules. Hay varios lagos en el municipio, y el más famoso es Gjevilvatnet, un lago particularmente pintoresco con senderos alrededor.  